# 曼達哈拉羅山
12°10′0″N 40°49′0″E / 12.16667°N 40.81667°E

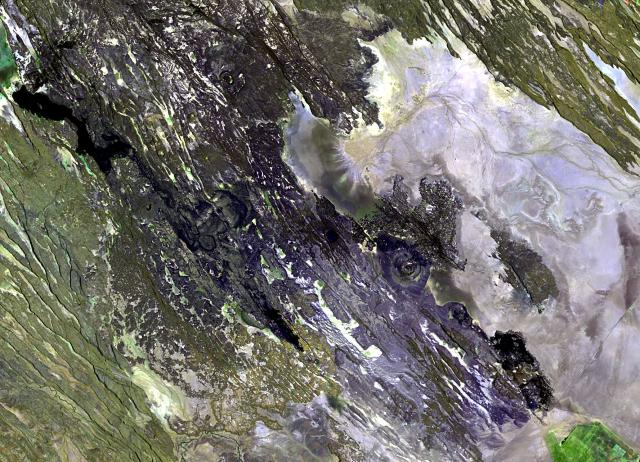

曼達哈拉羅山是埃塞俄比亞的火山，處於首都亞的斯亞貝巴東北面400公里，是一座複式火山，海拔高度630米，最近一次火山爆發在2009年6月至7月發生。